# Erzbistum Camerino-San Severino Marche
Das Erzbistum Camerino-San Severino Marche (lateinisch Archidioecesis Camerinensis-Sancti Severini in Piceno, italienisch Arcidiocesi di Camerino-San Severino Marche) ist eine in Italien gelegene römisch-katholische Erzdiözese mit Sitz in Camerino.
Das Gebiet des Bistums in den Marken erstreckt sich über 31 Gemeinden in der Provinz Macerata und drei Gemeinden in der Provinz Ancona.

## Geschichte
Im 3. Jahrhundert wurde das Bistum Camerino errichtet. Im Jahre 1320 gab dieses Teile seines Territoriums zur Gründung des Bistums Macerata ab. Das Priesterseminar des Bistums Camerino wurde im Jahre 1597 errichtet.
Am 17. Dezember 1787 wurde das Bistum Camerino durch Papst Pius VI. mit der Apostolischen Konstitution Quemadmodum apostolica zum Erzbistum erhoben. Es war dem Heiligen Stuhl direkt unterstellt. 
Seit 21. Juni 1979 wurden das Erzbistum Camerino und das Bistum San Severino in Personalunion verwaltet. Am 30. September 1986 wurde dem Erzbistum Camerino durch die Kongregation für die Bischöfe mit dem Dekret Instantibus votis das Bistum San Severino angegliedert. Das Erzbistum Camerino-San Severino Marche wurde dem Erzbistum Fermo als Suffraganbistum unterstellt.
Papst Franziskus vereinigte das Erzbistum Camerino-San Severino Marche am 27. Juni 2020 in persona episcopi mit dem Bistum Fabriano-Matelica. Erzbischof Francesco Massara, zuvor bereits Apostolischer Administrator, wurde gleichzeitig zum Bischof von Fabriano-Matelica ernannt.

## Erzbischöfe von Camerino-San Severino Marche
- Bruno Frattegiani † (30. September 1986 – 20. April 1989; Amtsverzicht)
- Francesco Gioia, O.F.M.Cap. (2. Februar 1990 – 9. Januar 1993; Rücktritt)
- Piergiorgio Silvano Nesti, C.P. † (23. Juli 1993 – 27. November 1996; Rücktritt)
- Angelo Fagiani (14. April 1997 – 3. September 2007; Amtsverzicht)
- Francesco Giovanni Brugnaro (3. September 2007 – 27. Juli 2018; Rücktritt)
- Francesco Massara, seit 27. Juli 2018